# Lynx du Minnesota
Maillots
Actualités
Le Lynx du Minnesota (en anglais Minnesota Lynx) est une franchise de basket-ball féminin de la ville de Minneapolis, membre de la WNBA. Le club est associé au club NBA des Timberwolves du Minnesota, Glen Taylor étant propriétaire des deux franchises.

## Historique de la franchise

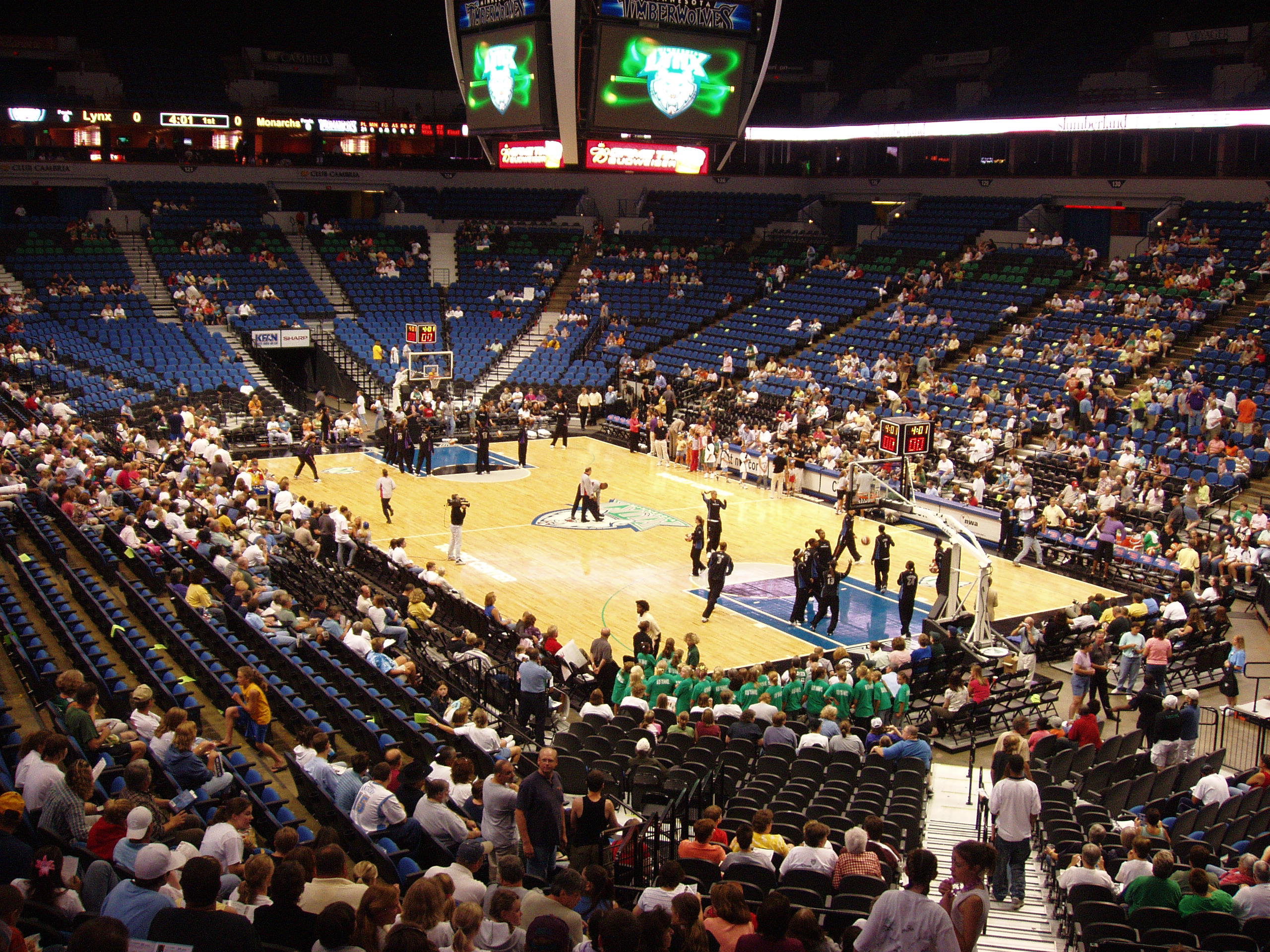
Match du Lynx du Minnesota en 2006.

En avril 1998, la WNBA annonce la création de deux nouvelles franchises, le Lynx et le Miracle d'Orlando. Le Lynx dispute son premier match de la saison WNBA 1999 face au Shock de Détroit devant 12 000 fans au Target Center et l'emporte 68-51 et conclut sur un bilan honorable de 15 victoires pour 17 défaites. Le premier coach Brian Agler est remercié au cours de la saison 2002 (47 victoires - 67 défaites) et est remplacée pour la fin de saison par Heidi VanDerveer.
En 2003, Suzie McConnell Serio arrive au Lynx et conduit la franchise à son premier bilan positif de 18 victoires pour 16 défaites et une première qualification en play-offs, performance répétée en 2004. En 2005, l'équipe doit faire face au transfert de Katie Smith à Détroit et manque les play-offs, mais le Lynx obtient le premier choix de la draft WNBA 2006 et choisit Seimone Augustus. L'ancienne joueuse de LSU est élue Rookie de l'année 2006, devenant la seconde joueuse de la franchise à gagner cet honneur après Betty Lennox en 2000. Le Lynx est l'équipe la plus jeune de la saison 2006. Le 31 mai, le Lynx établit un record de points marqués en disposant des Sparks de Los Angeles 114 à 71. Cependant, la coach est remerciée le 23 juillet sur un bilan défavorable de seulement 8 victoires pour 15 défaites. Elle est remplacée par son assistante Carolyn Jenkins, qui n'obtient que 2 victoires pour 9 revers, le Lynx obtenant son pire bilan annuel avec 24 défaites.
Le Lynx n'atteint les play-offs que deux fois en douze ans, pour un seul match gagné en play-offs, avant la draft de Maya Moore en 2011, année où le Lynx remporte son premier titre WNBA.
Après un échec en finales en 2012, le Lynx remporte de nouveau le championnat en 2013.
Le 16 août 2014, Minnesota (25-9) devient la première franchise WNBA à remporter une 25e victoire trois saisons consécutives mais doit céder en finales WNBA face au Mercury de Phoenix. Le 24 juin 2014, Lindsey Moore est remplacée par Nadirah McKenith. Bien que Rebekkah Brunson manque le début de saison, le Lynx n'est devancé que par le Mercury grâce à l'intérim correct de Devereaux Peters et Damiris Dantas. Le retour de Brunson est suivi peu après d'une première victoire sur le Mercury. Le Lynx se classe deuxième de la Conférence Ouest avec un bilan de 25 victoires pour 9 défaites en saison régulière.
En quatre saisons avec Maya Moore, Minnesota se qualifie quatre fois pour les finales de conférence, trois fois pour les finales et remporte deux titres. Chacune de ces quatre saisons, le Lynx remporte au moins 25 victoires en saison régulière, première franchise à réaliser cette performance dans l'histoire de la WNBA. Avec 105 victoires, le Lynx égale la performance des Sparks de Los Angeles entre 2000 et 2003, ce qui conduit la franchise à renouveler le contrat de sa star. L'équipe garde un effectif stable pour la saison 2015, complété de l'arrière espagnole Anna Cruz obtenue du Liberty contre leur premier tour de draft 2015. La saison 2015 est celle du troisième titre, face au Fever de l'Indiana au terme des finales remportées 3 manches à 2. L'équipe est soutenue par le musicien Prince.
Attendue par la franchise pour la reprise, Janel McCarville annonce au Lynx faire l'impasse sur la saison WNBA 2015. Pour la suppléer, la franchise cède son second tour de draft 2016 contre les droits d'Asjha Jones détenus par le Sun, mais avec lequel elle ne souhaitait pas reprendre la compétition.
Le 20 juillet, le Lynx échange Monica Wright avec le Storm de Seattle contre Renee Montgomery et un second tour de la draft 2016. Le 23 juillet, le contrat de Jennifer O’Neill est rompu.
Le 27 juillet 2015, quelques jours après le All-Star Game, le Lynx, le Sky et le Dream concluent un transfert qui envoie Sylvia Fowles qui était sous contrat avec le Sky mais n'y jouait plus (et le second tour de draft 2016 du Sky) dans le Minnesota, alors qu'Érika de Souza prend la direction de l'Illinois et que Damiris Dantas do Amaral et Reshanda Gray (plus le premier tour 2016 de draft du Lynx) quittent le Lynx pour rejoindre la Géorgie. Le lendemain, le Lynx signe son 35e choix de la draft Shae Kelley pour un contrat d'une semaine, elle qui avait joué deux rencontres de pré-saison avant de voir son contrat non confirmé. Après un second contrat d'une semaine, elle est confirmée jusqu'à la fin de la saison. Libérée par les Stars de San Antonio quelques semaines plus tôt, Kalana Greene signe avec le Lynx du Minnesota le 2 septembre alors que Seimone Augustus est blessée.
Le Lynx affiche le meilleur bilan de la conférence ouest avec 22 victoires pour 12 défaites, à une seule unité de celui du Liberty à l'Est, malgré l'absence de Lindsay Whalen lors des quatre dernières rencontres de la saison régulière et celle d'encore plus longue durée de Seimone Augustus qui en a manqué 18. Son adresse est passée d'une saison à l'autre de 51,1 % à 44,0 %. Les play-offs s'annoncent ouverts avec un Lynx fort, avec notamment un banc plus fourni que les années précédentes, mais des adversaires plus redoutables et l'inconnue représentée par l'arrivée de Sylvia Fowles qui si elle est une joueuse dominante au centre et avec la meilleure adresse en carrière de la ligue (57,7 %) un jeu néanmoins très différent de ses prédécesseurs dans le Minnesota ainsi que l'analyse Bill Laimbeer : « Janel McCarville convient mieux à leur jeu que Fowles. McCarville est un pivot poste haut et bonne passeuse, qui sait plus s'éloigner du panier pour permettre à Maya Moore et Seimone Augustus de l'attaquer. Fowles ne joue pas comme cela. Elle prend beaucoup d'espace dans la raquette. Et donc il n'y a plus ces percées en ligne de fond que pratiquait cette équipe ».
Le Lynx remporte la saison 2015 en battant le Fever de l'Indiana 3 manches à 2. Le lendemain de cette victoire, le chanteur Prince donne un concert de trois heures en l'honneur des championnes.
Si Maya Moore et Sylvia Fowles sont les deux leaders incontestés, la fin de saison 2015 laisse le Lynx avec quelques doutes sur ses autres valeurs sûres. Seimone Augustus (32), Lindsay Whalen (34) et Rebekkah Brunson (34) sont toutes trentenaires. Cheryl Reeve estime qu'elles resteront performantes : « C'est une question naturelle. Je pense que ces joueuses restent à leur sommet. Peut-être plus pour très longtemps. Du point de vue de du basket, elles ne sont pas sur le déclin. » Toutefois, elles vont adapter leur carrière : ainsi, Whalen ne devrait pas jouer cet hiver en Europe. Selon la coach, l'équipe pourrait cependant évoluer avec Ashja Jones et Renee Montgomery qui sont agents libres, cette dernière pouvant d'ailleurs être très courtisée au vu de ses performances en fin de saison. Le retour d'Anna Cruz est alors en question en cette année olympique ; alors que celui de Janel McCarville n'est pas exclu. Le Lynx dispose du 13e de la draft, résultant de transferts avec Seattle. La conférence Ouest s'annonce très disputée avec le retour de Diana Taurasi au Mercury, celui de Candace Parker dès le début de saison aux Sparks, le retour de blessure de Skylar Diggins et l'arrivée du premier choix de la draft au Storm.
Le jour de la draft WNBA 2016, le Lynx acquiert la All-Star des Stars de San Antonio Jia Perkins contre le 14e choix Jazmon Gwathmey. Le contrat de Tricia Liston est rompu en avril 2016 alors que le Lynx engage son choix du second tour de la draft Bashaara Graves (10,3 points et 8,3 rebonds en senior avec Tennessee). Le choix d'un vétéran comme Perkins (34 ans) montre le choix de la franchise de vouloir gagner un nouveau titre avec ses vétérans comme Augustus ou Whalen (qui a fait l'impasse sur une saison hivernale à l'étranger) plutôt que de miser pour l'instant sur une nouvelle génération. Après une année 2015 blanche, Janel McCarville effectue son retour en WNBA pour 2016 avec l'équipe la plus âgée (29,84 ans) et la plus expérimentée de la ligue (6,9 saisons).
Aux côtés du noyau présent depuis 2011 (Moore, Whalen, Augustus et Brunson) et de Fowles, le staff du Lynx parvient à garder une formation complète : pour Seimone Augustus, « Jia [Perkins] ou Renee [Montgomery] auraient pu rejoindre n'importe quelle franchise et même y être titulaires. C'est notre fierté : nous sommes une équipe de grands athlètes, mais aussi une grande équipe de personnes ». L'arrivée de Natasha Howard surprend agréablement. Le Lynx prend un départ en fanfare avec huit victoires consécutives, proche de leur record de dix, établi en 2012. Bien privé de Lindsay Whalen pour ce match, il l'égale avec un succès 83 à 76 contre les Mystics . Après douze victoires, le Lynx affronte les Sparks de Los Angeles eux aussi invaincus avec onze succès. C'est la première rencontre de ligue professionnelle de WNBA, NBA, NFL, MLB ou NHL opposant deux équipes restées invaincues après plus de dix victoires. Le lynx remporte un nouveau succès 72-71 en Californie. Renee Montgomery inscrit le panier primé de la victoire pour donner trois points d'avance à Minnesota, alors que Toliver le pied sur la ligne n'inscrit que deux points au buzzer. La série s'arrête à 13 avec une première défaite 94-76, à domicile face aux Sparks de Los Angeles malgré 28 points de Maya Moore. Suivent deux nouveaux échecs de rang, le dernier 92à 95 après prolongation face aux Liberty de New York.
Après la fusillade à Dallas qui cause la mort de cinq policiers, consécutive à deux homicides de personnes noires par des policiers blancs début juillet, les quatre sélectionnées olympiques du Lynx (Lindsay Whalen, Maya Moore, Rebekkah Brunson et Sylvia Fowles) tiennent à Dallas une conférence de presse et portent un tee-shirt noir portant notamment « Change starts with us. Justice & Accountability. Black Lives Matter». Maya Moore ajoute : « Si nous prenons le temps de voir quec'est un problème humain et d'en parler ensemble, nous pouvons faire décroître la peur et créer le changement. Ce soir, nous porterons des maillots pour honorer et porter le deuil de la perte de vies précieuses de citoyens américains et tous plaider pour un changement profond ».
Le 17 juillet, le Lynx signe pour un contrat de sept jours Nneka Enemkpali draftée l'an passé mais ayant passé l'année sans jouer en raison d'une blessure contractée lors de sa saison senior. Le 20 juillet, le Lynx obtient sa 20e victoire de la saison pour la sixième saison consécutive égalent la série des Sparks de Los Angeles réalisée entre 1999-2004 face au Dream d'Atlanta.
Quatre joueuses du Lynx (Augustus, Fowles, Moore, Whalen) participent aux Jeux de Rio remporté par les Américaines. Assistant coach de l'équipe nationale, Cheryl Reeve prévoit de donner plus de temps de jeu à ses remplaçantes pour reposer ses championnes olympiques avant les play-offs.
Après la trêve olympique, le Lynx signe l'internationale espagnol et vice-championne olympique Anna Cruz. Le Lynx termine la saison régulière sur un bilan de 28 succès pour 6 revers pour conclure une sixième saison de rang avec au moins 22 victoires et la qualification pour les play-offs, ce qui vaut à Cheryl Reeve d'être nommée pour la seconde fois de sa carrière entraîneuse de l'année.
Sur la saison régulière, le Lynx a le meilleur rating offensif (107,2) et défensif (96,4), le meilleur pourcentage au rebond (53,8), la seconde adresse (47,1 %), le troisième plus faible taux de perte de balles (13,5). Il termine avec le meilleur bilan de la ligue, deux matchs devant les Sparks, mais à sept longueurs d'avance sur le deuxième de la conférence. Pendant les Finales WNBA, la franchise joue deux rencontres au Xcel Energy Center la salle habituelle étant indisponible. La formation du Minneosta doit s'incliner trois manches à deux lors face aux Sparks de Los Angeles.
En raison de travaux de rénovation du Target Center, le Lynx annonce en juillet 2016 qu'il disputera la saison WNBA 2017 au Xcel Energy Center de Saint Paul, lieu de compétition habituel de l'équipe NHL du Wild du Minnesota. En 2016, le Lynx est la franchise avec le plus grand nombre d'abonnés (3 600) de la WNBA.
En février, Plenette Pierson s'engage avec le Lynx. Keisha Hampton est transférée au Sky de Chicago et Janel Maccarvile n'a pas disputé  la saison. Temi Fagbenle qui a été draftée par le Lynx en 2016 est incluse dans l'effectif en compagnie d'Alexis Jones, elle aussi une débutante. Les autres débutantes comme la Française Lisa Berkani et l'Australienne Tahlia Tupaea ont participé au camp d'été mais n'ont pas été retenues dans l'effectif. Le 29 août le Lynx signe la jeune joueuse italienne Cecilia Zandalasini, deuxième meilleure marqueuse à l'Eurobasket féminin 2017.
La franchise dispute sa saison au Xcel Energy Center de Saint-Paul en raison de la rénovation du Target Center de Minneapolis pour 140 millions de dollars afin de changer son extérieur, ajouter une nouvelle entrée, des tribunes améliorées et l'implantation de nouvelles technologies. À quelques matchs de la fin de la saison régulière il était annoncé que le Lynx jouera tous ces matchs de Playoffs à domicile à la Williams Arena de l'Université du Minnesota dans lequel l'équipe avait déjà joué un match de saison régulière en 2007.
Minnesota commence la saison avec 20 victoires contre 2 défaites seulement, s'affirmant une fois de plus comme une des meilleures équipes de la WNBA. La franchise acquiert l'avantage du terrain en séries éliminatoires en terminant la saison régulière avec un record de 27 victoires contre 7 défaites en tête de la ligue. C'est la cinquième fois au cours des sept saisons entre 2011 et 2017 que la franchise termine avec le meilleur bilan de la ligue, synonyme d'avantage du terrain pendant toute la campagne des Playoffs[source insuffisante].
Lors de la victoire 111 à 52 le 18 août face au Fever de l'Indiana, Minnesota établit un nouveau record d'écart de 59 points ponctué par un inédit 37-0 durant la première mi-temps.
La blessure de la meneuse titulaire Lindsay Whalen à la main gauche au mois d'Août aurait pu coûter au Lynx la première place au classement avec 5 défaites en 9 matchs mais l'équipe s'est reprise et a gagné ses trois derniers matchs de la saison pour conforter sa première place.
Lors des finales WNBA, les joueuses du Lynx affrontent de nouveau les Sparks de Los Angeles qui les ont battues l'année précédente sur un panier à la dernière seconde de Nneka Ogwumike (77-76) lors de la série historique en Finale WNBA de 2016.
Minnesota défait les Sparks 3-2 dans la série au meilleur de cinq matchs pour accrocher son quatrième titre durant les sept dernières années. Ce qui fait du Lynx de Minnesota la deuxième franchise à avoir gagné 4 titres dans l'histoire de la WNBA. La joueuse du Lynx Rebekkah Brunson devient ainsi la première joueuse de la ligue avec cinq titres WNBA dont quatre avec Minnesota et un avec les Monarchs de Sacramento en 2005. Plenette Pierson qui avait annoncé son retrait des parquets à la fin de la saison termine sa carrière en beauté avec un titre WNBA, son troisième en carrière, les deux autres étant acquis avec le Shock de Détroit, actuels Wings de Dallas.
Contrairement aux précédents, ce titre ne le vaut aucune invitation à la Maison-Blanche du nouveau président Donald Trump.
Quatre éléments du cinq de départ du Lynx (Lindsay Whalen, Seimone Augustus, Maya Moore et Rebekkah Brunson) décident de ne pas jouer à l'étranger après leur saison WNBA, seule Sylvia Fowles, prévoyant de rejoindre la Chine mais seulement pour la seconde phase du championnat.
Le Lynx remporte les Finales WNBA 2017 par trois victoires à deux contre les Sparks de Los Angeles, ce qui permet au club du Minnesota d'égaler le record des quatre titres des Comets de Houston.
Le Lynx connaît son plus mauvais début de saison depuis l'arrivée de Maya Moore, avec une série inédite depuis 2010 de quatre défaites consécutives. Mais alors que le bilan du Lynx est de 3-6, la franchise aligne ensuite sept succès de rang. Le Lynx se sépare de Lynetta Kizer fin juin, puis d'être rappelée début juillet, puis d'être de nouveau remplacée par Erlana Larkins, joueuse expérimentée de retour de blessure. En août, le club doit faire face à la blessure de Danielle Robinson et remercie Endy Miyem. Il engage par la suite l'arrière Sydney Colson.
Le Lynx n'obtient qu'une septième place en saison régulière malgré une excellente saison de Sylvia Fowles qui avec 404 rebonds collectés bat le record sur une saison établi la saison précédente par Jonquel Jones avec 403 prises. Le Lynx est éliminé au premier tour des play-offs par les Sparks de Los Angeles.
Pour la saison WNBA 2019, le Lynx doit composer avec la retraite sportive de Lindsay Whalen et l'année sabbatique prise par Maya Moore, mais peut compter sur le retour de la brésilienne Damiris Dantas et surtout sur Sylvia Fowles (17,1 points et un record en carrière de 11,9 rebonds par rencontre en 2018) qui n'a pas joué à l'étranger pendant la trêve hivernale . 
Le Lynx enregistre un bilan de 22 victoires pour 10 défaites et se qualifient les play-offs, avec 9 victoires sur les 10 dernières rencontres, mais sont éliminés au deuxième tour. Sylvia Fowles est la meilleure joueuse de l'équipe avec 16,0 points et 10,1 rebonds par rencontre.
Le 24 août, lors de la saison WNBA 2024, la rencontre opposant le Lynx au Fever de l'Indiana et qui est également le soir du retrait de maillot de Maya Moore est jouée devant une assistance de 19 023 spectateurs, la plus forte depuis la cinquième manche des Finales 2016, qui avait regroupé 19 423 personnes.

## Palmarès, bilan et récompences

### Palmarès
| Championnat nationale                                                                                          | Autres titres                                                                                           |
| - Women's National Basketball Association (4) - Champion : 2011, 2013, 2015 et 2017 - Finaliste : 2012 et 2016 | - Conférence Ouest (4) - Champion : 2011, 2012, 2013 et 2015 - Commissioner's Cup (1) - Champion : 2024 |

## Joueuses et personnalités

### Propriétaires
Glen Taylor (1999-)
Taylor est le propriétaire de l'équipe Lynx du Minnesota depuis sa création en 1999

### Entraîneurs
| Nom                   | Début | Fin  | Saisons | Saison régulière | Saison régulière | Saison régulière | Saison régulière | Playoffs | Playoffs | Playoffs | Playoffs |
| Nom                   | Début | Fin  | Saisons | V                | D                | PCT              | M                | V        | D        | PCT      | M        |
| --------------------- | ----- | ---- | ------- | ---------------- | ---------------- | ---------------- | ---------------- | -------- | -------- | -------- | -------- |
| Brian Agler           | 1999  | 2002 | 4       | 48               | 67               | .417             | 115              | -        | -        | -        | -        |
| Heidi VanDerveer      | 2002  | 2002 | 1       | 4                | 9                | .309             | 13               | -        | -        | -        | -        |
| Suzie McConnell Serio | 2003  | 2006 | 4       | 58               | 67               | .464             | 125              | 1        | 4        | .200     | 5        |
| Carolyn Jenkins       | 2006  | 2006 | 1       | 2                | 9                | .182             | 11               | -        | -        | -        | -        |
| Don Zierden           | 2006  | 2009 | 2       | 26               | 42               | .382             | 68               | -        | -        | -        | -        |
| Jennifer Gillom       | 2009  | 2009 | 1       | 14               | 20               | .412             | 34               | -        | -        | -        | -        |
| Cheryl Reeve          | 2009  | -    | 15      | 330              | 180              | .647             | 510              | 49       | 28       | .636     | 77       |

### Joueuses
- Svetlana Abrossimova
- Grace Daley
- Teresa Edwards
- Betty Lennox
- Kristen Mann
- Taj McWilliams-Franklin

### Maillots retirés
Les maillots retirés de la franchise du Minnesota sont les suivants :

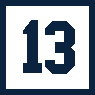
Lindsay Whalen, 2010-2018
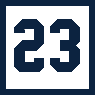
Maya Moore, 2011-2018
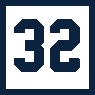
Rebekkah Brunson, 2010-2018
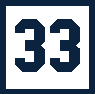
Seimone Augustus, 2006-2019
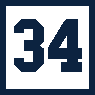
Sylvia Fowles, 2015-2022

## Identité du club

### Logotype

Évolution du logo
Logo de 1999 à 2017.
Logo depuis 2017.